# Elvis Crespo
Elvis Crespo (Nova Iorque, 30 de julho de 1971) é um cantor de merengue porto-riquenho. É o inventor do merengue bomba, uma variedade mais dançante do merengue e que combina coreografia com bailarinos ao lado do cantor, além de fazer muito uso do coro (destes mesmos bailarinos). Em seus discos seguintes começou a unir ritmos como o samba e o techno e incluir temáticas de bachata e salsa. Em seu disco "Saboreálo" fez um merengue mais tradicional.
Seu álbum mais recente, Regresó el Jefe, entrou à venda nos Estados Unidos em 5 de junho de 2007. Ele o dedicou a seu sobrinho, Wilmarie Agosto Crespo, que morreu em um acidente rodoviário em 28 de março de 2007.

## Discografia
- Suavemente (1998)
- Píntame (1999)
- The Remixes (2000)
- Wow! Flash (2000)
- Urbano (2002)
- Saboréalo (2004)
- Hora Enamorada (2005)
- Regresó el Jefe (2007)